# Kajang
Kajang è una città malese, situata nella parte orientale dello stato di Selangor. Essa è la capitale del distretto di Hulu Langat, e dista da Kuala Lumpur, capitale nazionale, 21km.
Dal 2004, si sono sviluppati attorno all'area cittadina diversi villaggi-satellite, tra cui Taman Prima Saujana, Taman Kajang Perdana (Kajang montana) e Taman Sepakat Indah I & II (Sungai Chua). I territori che circondano queste nuove frazioni cittadine sono facilmente raggiungibili con l'autostrada SILK Expressway.

## Storia
Il primo insediamento umano registrato a Kajang è piuttosto recente, risale infatti solo al 1709. Nel 1807 fu fondata la città effettiva, dopo la guerra di Klang. Grazie alla sua posizione centrale, divenne presto capitale del distretto di Hulu Langat.
La modernizzazione della città è dovuta principalmente alle torrefazioni di caffè, aperte tutte intorno agli anni '90 dell'800. La più famosa di esse è la Inch Kenneth Estate, dei fratelli Kindersley, che oltretutto furono tra i primi imprenditori a piantare in zona alberi della gomma su base commerciale. Altro stabilimento importante è il Perang Besar Estate, letteralmente Stabilimento della grande guerra, aperto da alcuni ex-soldati britannici guidati dal colonnello Henry Gough, pioniere tra l'altro dell'innesto di germogli negli alberi della gomma.

## Società

### Evoluzione demografica
I 539.561 abitanti che formano la popolazione di Kajang sono per il 51.3% malesi, per il 38% cinesi, per il 9% indiani e per l'1.7% di altri gruppi etnici minori.
I quartieri più popolati della città sono Sg. Kantan, Sg. Jelok, Sg. Ramal, Sg. Sekamat, Bandar Mahkota, Cheras, Bandar Sungai Long, Cheras Perdana, Taman Prima Saujana, Taman Kajang Perdana (Kajang montana) e Taman Sepakat Indah I & II (Sungai Chua).

## Punti di riferimento
Una delle pietre miliari cittadine è lo stadio, situato nel cuore di Kajang. Oltre ad essere usato durante tutto il periodo dell'anno per le partite di calcio della comunità locale, esso è anche casa del popolare Satay Kajang, ritrovo di turisti che provengono da tutte le parti della Malaysia per assaggiare il suo famoso satay. Lo stadio può ospitare fino a 5.000 persone.
Altro importante punto di riferimento è la moschea, chiamata Masjid Kajang, facilmente riconoscibile grazie alla sua vivace facciata di colore giallo. Essa fu decorata e ridipinta da un benestante signore locale, Datuk Ujang bin Bagong, a beneficio dei praticanti dell'Islam. La moschea offre anche una serie di attività che la rendono un popolare centro notturno per musulmani.

## Cibo e turismo
Kajang è famosa per il suo sate (pronuncia alternativa di satay), un tipo di carne allo spiedo che si cuoce alla griglia, ed è infatti denominata ufficiosamente "città del satay". Tra i più popolari posti dove si può gustare il satay, vi sono l'Haji Samuri ed il Restoran Malaysia.

## Shopping
Kajang annovera un certo numero di complessi di shopping vecchi e nuovi, tra i quali il più antico è il Billion Shopping Center, attivo da più di 20 anni. Esso era originariamente localizzato nel cuore della città, e solo recentemente è stata aggiunta un'ala più grande a Bandar Technologi Kajang. Altri tra i centri commerciali più grandi sono il Metro Kajang, il Metro Point ed il Kompleks Kota Kajang, mentre è attualmente in costruzione davanti all'SMJK Yu Hua Kajang un intero quartiere dello shopping, che sarà rinominato Metro Avenue.
Negli ultimi cinque anni, c'è stato a Kajang un boom di ipermercati, con la costruzione di filiali delle catene Giant, Tesco e Jusco Balakong.

## Strutture e servizi
Nell'area cittadina e nei dintorni si trovano tre ospedali pubblici: l'ospedale Kajang, l'ospedale Serdang e l'ospedale Putrajaya. Vi sono, tuttavia, anche centri medici privati aperti 24 ore su 24, tra i quali i più importanti sono la clinica Mediviron Prima Saujana, il centro medico Kajang Plaza (KPMC) e l'ospedale specialistico KPJ Kajang.
Nel centro della città si trova anche il commissariato di polizia del distretto di Hulu Langat. Altri servizi pubblici presenti sono un ufficio postale, uno stadio, una clinica governativa, un mercato alimentare all'aperto e diversi dipartimenti governativi, inclusi il Dipartimento Nazionale di Registrazione, il Dipartimento dell'Immigrazione e l'Ufficio Educazione di Hulu Langat.

## Educazione

### Istruzione primaria
- SK Sungai Kantan
- SK Convent Kajang
- Sk Saujana Impian
- Al-Amin
- SK Jalan Bukit 1
- SK Jalan Bukit 2
- SK Jalan Semenyih 1
- SK Jalan Semenyih 2
- SK Kajang
- SK Kantan Permai
- SRJK(C) Yu Hua
- SRJK(T) Kajang

### Istruzione secondaria
- SMK Tinggi Kajang, conosciuta anche come Scuola superiore Kajang, è una delle scuole più vecchie di tutta la Malaysia. Durante la seconda guerra mondiale, venne usata dall'esercito giapponese come sito di sepoltura dei soldati caduti.
- SMK Convent Kajang (la seconda scuola più vecchia di Kajang)
- SMAP Kajang
- SMJK Yu Hua Kajang, su yuhua.edu.my.
- SMK Jalan Bukit Kajang, su smkjb.com. URL consultato il 14 febbraio 2010 (archiviato dall'url originale il 23 novembre 2009).
- SMK Jalan Reko
- SMK Kajang Utama
- SMK Taman Jasmin 2
- SMK Saujana Impian
- SMK Sultan Abdul Aziz Shah (SAAS)
- SM Teknik Kajang
- SMKA Maahad Hamidiah

### Università
- Universiti Tenaga Nasional (UNITEN)
- Universiti Kebangsaan Malaysia
- Kuala Lumpur Infrastructure University College (KLIUC)
- University of Nottingham Malaysia Campus
- Universiti Tunku Abdul Rahman (UTAR)
- Universiti Putra Malaysia (UPM)
- New Era College, su newera.edu.my.
- German-Malaysian Institute (GMI)

Alcune delle istituzioni universitarie qui riportate, tuttavia, sono localizzate nella più grande area metropolitana di Kajang, che comprende villaggi e paesi vicini quali Semenyih, Bandar Baru Bangi e Serdang.